# La lechera
La lechera (en neerlandés: Het melkmeisje o también De keukenmeid o De melkmeid) es uno de los cuadros más famosos del artista holandés Johannes Vermeer, cuya datación, como casi toda la obra de Vermeer, solo puede ser aproximada, en este caso se supone pintado entre 1658 y 1660. Se trata de un óleo sobre lienzo de reducidas dimensiones, custodiado en el Rijksmuseum de Ámsterdam desde su adquisición en 1908.

## Descripción de la obra
En la esquina de una habitación iluminada por una ventana se ve una mujer, probablemente una criada, haciendo su trabajo con la leche de cabra que estaba en una jarra en un recipiente de barro que descansa sobre una mesa. En esta, y en un primer plano, hay una cesta de mimbre, varios pedazos de pan y una jarra azulada.
El resto de la habitación es bastante austera; casi desnuda, vacía y sola. Apenas alberga más decoración que un sencillo cesto colgado de una de las paredes. Destacan los sencillos dibujos de los azulejos del fondo de la escena.

## Análisis
Esta pintura consigue unir de un modo magistral dos conceptos que en principio parecen antagónicos: una sensación de monumentalidad y un gran sosiego; parece mostrar lo grande de las cosas pequeñas. La criada se encuentra en su universo particular, en un interior casi desnudo, con la presencia de unos pocos objetos sencillos. El gesto inmortalizado por Vermeer tiene algo de estatua antigua; está de pie, bañada en luz. El pintor ha utilizado sus colores: el azul (realizado con un pigmento, el azul de ultramar, derivado del lapislázuli), y el amarillo, en sorprendente armonía.
Los objetos de la mesa constituyen, como tantas veces en Vermeer, una auténtica naturaleza muerta, donde el pintor hace gala de su excelente técnica para la plasmación de lo sencillo, consiguiendo resultados vivos y limpios. 

## Características estilísticas
Es una escena de la vida cotidiana, donde se presenta a una mujer trabajadora. En este caso Vermeer quería poner a la mujer como un ser fuerte y que da ejemplo. Este cuadro tiene realismo, teatralidad y dinamismo y está hecho con un contraste de luces y sombras. Es un óleo sobre lienzo y los trazos son finos.